# Atelopus varius
Espèce
Synonymes
- Phrynidium varium Lichtenstein & Martens, 1856
- Atelopus varius varius (Lichtenstein & Martens, 1856)
- Phrynidium varium var. adspersum Lichtenstein & Martens, 1856
- Phrynidium varium var. maculatum Lichtenstein & Martens, 1856
- Atelopus varius maculatus (Lichtenstein & Martens, 1856)
- Hylaemorphus bibronii Schmidt, 1857
- Atelopus varius bibroni (Schmidt, 1857)
- Hylaemorphus dumerilii Schmidt, 1857
- Hylaemorphus pluto Schmidt, 1858
- Atelopus varius loomisi Taylor, 1952
- Atelopus varius ambulatorius Taylor, 1952

Statut de conservation UICN

 CR A2ace : 
En danger critique
Statut CITES
Atelopus varius est une espèce d'amphibiens de la famille des Bufonidae.

## Répartition
Cette espèce se rencontre au Costa Rica et dans l'Ouest du Panamá de 16 à 2 000 m d'altitude dans la cordillère de Talamanca et la cordillère Centrale,.

## Description
Les mâles mesurent de 25 à 41 mm et les femelles de 33 à 60 mm.

## Menaces et conservation
L'UICN (22 janvier 2023) classe l'espèce en catégorie CR (en danger critique) dans la liste rouge des espèces menacées depuis l'an 2020. Les effectifs de cette espèce ont chuté de 80 % entre 2002 et 2023.

## Publication originale
- Lichtenstein & Martens, 1856 : Nomenclator reptilium et amphibiorum Musei Zoologici Berolinensis. Namenverzeichniss der in der zoologischen Sammlung der Königlichen Universität zu Berlin aufgestellten Arten von Reptilien und Amphibien nach ihren Ordnungen, Familien und Gattungen. Königliche Akademie der Wissenschaften, Berlin, p. 1-48 (texte intégral).